# CONFIG.SYS
CONFIG.SYS is een bestand dat bij het opstarten van een computer met het besturingssysteem MS-DOS (en 16-bits Windows en OS/2) ingelezen wordt om indien nodig een aantal drivers te laden. Tot de opkomst van Windows 95 was dit de centrale plaats voor het configureren van het besturingssysteem. Na het verwerken van de instructies in CONFIG.SYS wordt de commandointerpreter COMMAND.COM geladen en indien aanwezig het opstartbestand AUTOEXEC.BAT uitgevoerd.

## Gebruik
De commando's in dit bestand configureren DOS voor gebruik van de aanwezige apparatuur en applicaties. Daarnaast wordt het geheugensysteem ingericht. Na het laden van het bestand wordt de command shell geladen die genoemd wordt in de shell= regel van CONFIG.SYS, of COMMAND.COM als deze regel ontbreekt. De command shell laadt en verwerkt op zijn beurt het AUTOEXEC.BAT bestand.
In DOS wordt CONFIG.SYS geplaatst in de rootdirectory van de schijf waarvandaan DOS geladen wordt. In sommige versies van DOS heeft het bestand een andere naam, bijvoorbeeld FDCONFIG.SYS in FreeDOS, of DCONFIG.SYS in sommige versies van DR-DOS.
Zowel CONFIG.SYS als AUTOEXEC.BAT zijn onderdeel van het besturingssysteem Windows 3.x, Windows 95, en Windows 98, omdat deze programma's werken op basis van DOS. Deze bestanden mogen wel leeg zijn omdat ze niet verplicht zijn voor het gebruik van Windows. Windows ME laadt CONFIG.SYS niet tijdens het opstarten maar maakt gebruik van standaardinstellingen in de registry. Uit compatibiliteitsoverwegingen zijn de DOS-configuratiebestanden ook in de meer moderne besturingssystemen nog aanwezig, maar ze vervullen niet meer de cruciale rol zoals dat in het DOS-tijdperk het geval was.
Een computervirus in het DOS tijdperk voegde zichzelf nogal eens aan CONFIG.SYS toe om herbesmetting bij een volgende reboot te veroorzaken.

## Voorbeeld van een CONFIG.SYS
```
DEVICE
=
C:\WINDOWS\SETVER.EXE

DEVICE
=
C:\WINDOWS\HIMEM.SYS

DEVICE
=
C:\WINDOWS\EMM386.EXE NOEMS

DEVICE
=
C:\WINDOWS\COMMAND\ANSI.SYS

DOS
=
HIGH

DOS
=
UMB

COUNTRY
=
031,850,C:\WINDOWS\COMMAND\COUNTRY.SYS

SHELL
=
C:\WINDOWS\COMMAND.COM

STACKS
=
9,256

DEVICEHIGH
=
C:\CDROM\AOATAPI.SYS /D:OEMCD001

REM DEVICEHIGH
=
C:\CDROM\AOATAPI.SYS /D:DSCD_3_2_98

DEVICE
=
C:\WINDOWS\COMMAND\DISPLAY.SYS CON=(EGA,,1)

FILES
=
99

BUFFERS
=
40

LASTDRIVE
=
Z

BREAK
=
ON

```